# Copestylum beatricea
Copestylum beatricea är en tvåvingeart som först beskrevs av Hull 1950.  Copestylum beatricea ingår i släktet Copestylum och familjen blomflugor.
Artens utbredningsområde är Ecuador. Inga underarter finns listade i Catalogue of Life.